# جوزف پیرسون
جوزف پیرسون (انگلیسی: Joseph Pearson؛ زادهٔ ۱۸۶۸) بازیکن فوتبال اهل بریتانیا است.
از باشگاه‌هایی که در آن بازی کرده‌است می‌توان به باشگاه فوتبال لیورپول اشاره کرد.